# Ніколо Донато
Ніколо Донато (Дона) (італ. Nicolò Donà) — 93-й венеційський дож з 5 квітня до 8 травня 1618 року.

## Біографія
Належав до роду з «нових патриціїв». Молодший син Джованні Донато з гілки далле Трезе д'Оро та Ізабетти Морозіні. Деякий час навчався в Падуї, де здобув знання літератури та латини, що дозволило йому розвинути помітні риторичні здібності. 1560 року увійшов до Великої ради завдяки золотому балу. 1564 року увійшов до ради експертів при Великій раді (саві аль ордіні). Того ж року призначається на посаду скадуте, де він відповідав за збір несплачених податків. 1566 року був синдиком та адвокатом в Далмації.
1571 року брав участь у битві при Лепанто. 1574 року призначається подестою Віченци, 1575 року — Каподістрії. У цей період останнє зіткнулося з кризою зі своїми сусідами в Трієсті через експлуатацію солеварень, кульмінацією якої стала військова операція, в результаті якої венеціанські солдати зруйнували солеварні у долині Розандри, оскільки їхня діяльність суперечила договору між Трієстом і Венецією. Донато очолив військову кампанію проти солеварень у долині Розандри.
1583 року увійшов до авагадорії. У 1585—1587 роках входив до ради мудрих з питань материку (дорадчий орган щодо проблем північноіталійських володінь Республіки). У 1589—1590 роках обіймав посаду намісника Фріулі. У 1592 році став цензором. У 1593 році він приєднався до все ще впливової Ради десяти. У 1594 році його було призначено капітаном Брешії, де перебував до 1601 року. 
1598 році його обрали генеральним проведитором з санітарії та чуми. За допомогою лікаря Асканіо Олів'єрі та Альвізе Марчелло, проведитора Чівідале, йому вдалося взяти епідемію під контроль. Проживаючи в монастирі Санта-Марія-делле-Граціє, він подорожував великою територією, вживаючи превентивних заходів, які він запроваджував під загрозою смертної кари. На знак подяки за боротьбу з чумою в замку Удіне було встановлено меморіальний камінь.
З 1598 до 1618 року Ніколо Донато 17 разів входив до Ради старійшин. 1611 року став членом магістрату з нагляду за освітою у Падуанському університеті. 1615 року був кандидатом на посаду дожа, але програв вибори Джованні Бембо. 
Разом з тим здобув величезний статок разом з братом Франческо завдяки торгівлі зерном. У 1615 року володів землями та рухомим майном, що приносило йому дохід у 12 тис. дукатів на рік. За цим придбав кілька маєтків у герцога Феррарського. У Венеції він утримував розкішний будинок поблизу Санта-Фоски в районі Каннареджо. Але все своє життя Ніколо Донато залишався скнарою. Він ніколи не одружувався і зрештою залишив свій статок братові Франческо та небожеві П'єтро.

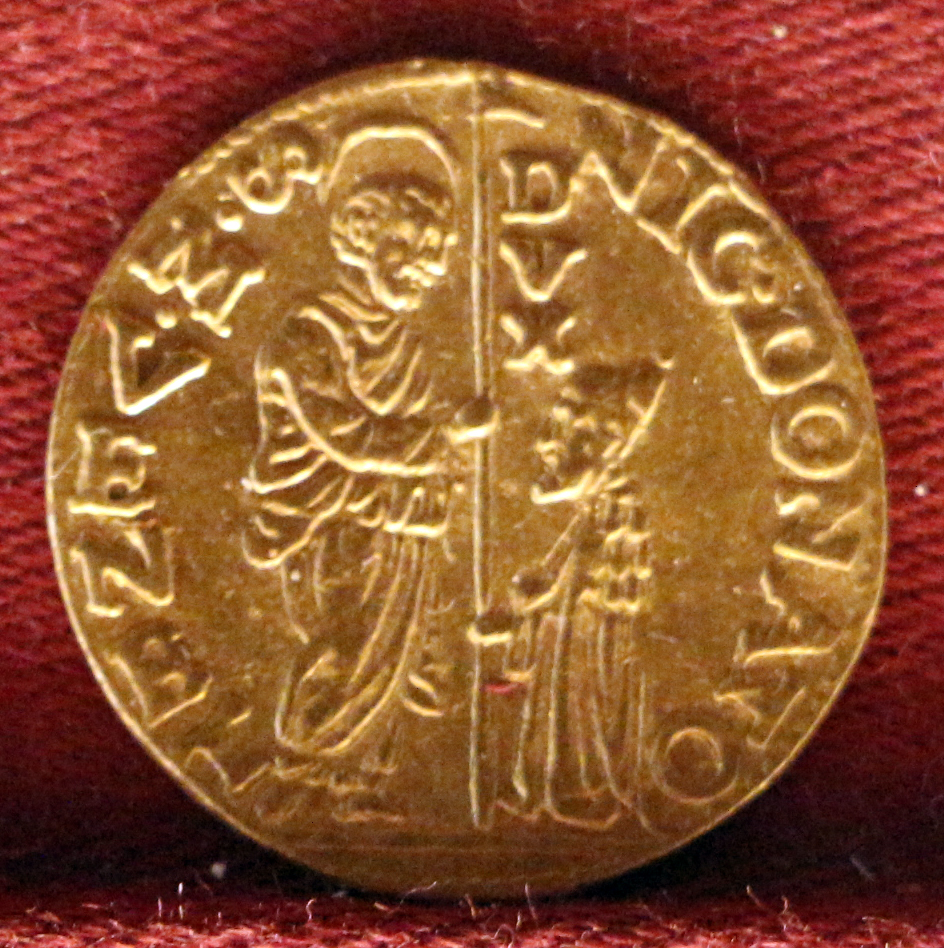
Цехін Ніколо Донато

Засідав у дорадчих радах, коли у 1617–1618 роках іспанський посол у Венеції Альфонсо де ла Куева розпочав змову з метою дестабілізації Венеціанської республіки, щоб дозволити іспанським військам захопити Венецію. У розпал цієї кризи 16 березня 1618 року помер правлячий дож Джованні Бембо.
Донато був обраний дожем 5 квітня 1618 року після 35 туру, отримавши 35 з 41 голосу. Він намагався позбутися своєї репутації скнарості, влаштувавши традиційний пишний бенкет на честь свого обрання, але це виявилося марним, оскільки його батьки відмовили декільком його родичам у відвідуванні бенкету, щоб заощадити гроші.
Помер через 35 днів після обрання, поки змова Бедмара все ще вирувала. Можливо помер від горя через поразку, яку зазнав його небіж П'єтро, який балотувався на високу державну посаду. Його гробниця в церкві Санта-К'яра на острові Мурано була зруйнована під час французької окупації Венеції.